# Dromedopycnon
Dromedopycnon är ett släkte av havsspindlar. Dromedopycnon ingår i familjen Ammotheidae.
Kladogram enligt Catalogue of Life:
| Dromedopycnon | \| \| Dromedopycnon acanthus \| \| \| \| \| \| Dromedopycnon arthritis \| \| \| \| |
|               | \| \| Dromedopycnon acanthus \| \| \| \| \| \| Dromedopycnon arthritis \| \| \| \| |
|               | Dromedopycnon acanthus                                                             |
|               |                                                                                    |
|               | Dromedopycnon arthritis                                                            |
|               |                                                                                    |